# Николаевка (Ахтырский район)
Николаевка (укр. Миколаївка) — село, 
Карпиловский сельский совет,
Ахтырский район,
Сумская область,
Украина.
Код КОАТУУ — 5920384403. Население по переписи 2001 года составляет 132 человека .

## Географическое положение
Село Николаевка находится на расстоянии в 1,5 км от села Карпиловка.